# Биг Джо 1

## Цели
Мисията Биг Джо 1 (ВJ-1) (на английски: Big Joe 1) e част от програма „Мъркюри“, в рамките на която е осъществен само един старт. Това е първо използване на ракетата-носител „Атлас“ в програмата.

## Полетът
„Биг Джо“ стартира с ракета-носител „Атлас“ като безпилотен макет на капсулата на космическия кораб „Мъркюри“ от Кейп Канаверал, Флорида на 9 септември 1959 г. Целта на полета е проверка поведението на космическия кораб при изхвърлянето на топлозащитния екран.
Полетът е частично успешен. Топплозащитния екран издържа спуска и е в учудващо добро състояние, когато е изваден от Атлантическия океан. Двигателите на "Атлас-D" се отделят късно от капсулата "Мъркюри". Заради голямото тегло (неотделените двигатели на ракетата-носител) спирачния двигател работи по-натоварено и изчерпва горивото си 14 секунди по-рано, а макетът на кораба не е снабден със система за аварийно спасяване (САС). Капсулата на „Мъркюри“ прелетява по балистична траектория 2292 километра, достигайки апогей 140 km и се приземява след 13-минутен полет. Капсулата е изследвана за всички ефекти от въздействието на високата температура при спускането в атмосферата, както и влиянието на други динамични сили и напрежения. Получените данни от полета напълно удовлетворяват НАСА и следващия планиран полет „Биг Джо-2“ е отменен.
Макетът на космическата капсула, използвана в полета e изложена в Националния аерокосмически музей към Смитсъновия институт във Вашингтон.